# Ibrahim Danlad
Ibrahim Danlad (* 2. Dezember 2002 in Accra) ist ein ghanaischer Fußballspieler. Der Torwart steht seit 2018 beim Asante Kotoko SC unter Vertrag.

## Karriere

### Verein
Danlad begann seine Karriere beim Asante Kotoko SC. Dort stand er im März 2018 erstmals im Spieltagskader. Auf fünf weitere Nominierungen in den nächsten Wochen folgten 19 Monate ohne Berufung in einen Spieltagskader. Daraufhin wurde er im Dezember 2019 bis zum Ende der Spielzeit an Berekum Chelsea verliehen. Bei seinem Leihverein war er sofort gesetzt und absolvierte bis auf eine Ausnahme jedes der Saisonspiele. Nach seiner Rückkehr zu seinem Stammverein konnte der Ghanaer erneut einige Kadernominierungen verzeichnen. Da ein tatsächlicher Spieleinsatz aber ausblieb, entschied er sich im März 2021 für eine erneute Leihe. Während der kommenden vier Monaten bei King Faisal Babes absolvierte er zwölf Partien. Nach seiner zweiten Rückkehr zu Asante Kotoko war er zunächst nicht Teil der Spieltagskader, bevor er am Neujahrstag des Jahres 2022 für seinen Verein debütierte. In der Folge entwickelte sich der Spieler zum neuen Stammtorhüter, wobei er vom Wechsel seines größten Konkurrenten Razak Abalora nach Europa profitierte. Am Ende der Saison konnte die Mannschaft die Meisterschaft feiern. Die folgende Spielzeit 2022/23 begann für ihn mit dem Debüt auf internationaler Ebene im Qualifikationsspiel für die CAF Champions League gegen den RC Kadiogo Ouagadougou aus Burkina Faso.

### Nationalmannschaft
Danlad debütierte bereits im Alter von 14 Jahren für die ghanaische U17-Nationalmannschaft im Rahmen des Afrika-Cups 2017 in Gabun, wo seine Mannschaft erst im Finale von Mali gestoppt werden konnte. Auch während der U-17-Weltmeisterschaft im selben Jahr in Indien war der Ghanaer gesetzt. Auf sein nächstes internationales Spiel musste der Torhüter über drei Jahre warten, bis er 2021 mit der U20-Nationalmannschaft Afrikameister wurde. Nur wenige Wochen später konnte er sich über seine erste Nominierung für die A-Nationalmannschaft freuen. Im November 2022 wurde Danlad für den ghanaischen Kader für die WM im selben Jahr in Katar nominiert.